# 维耶努瓦地区圣罗曼
维耶努瓦地区圣罗曼（法語：Saint-Romain-en-Viennois）是法国普罗旺斯-阿尔卑斯-蓝色海岸大区 沃克吕兹省的一个市镇，位于该省北部，属于卡庞特拉区。该市镇2009年时的人口 为802人。

## 人口
维耶努瓦地区圣罗曼人口变化图示
| 数据来源：INSEE |